# Puchar Wysp Owczych w piłce siatkowej mężczyzn (2024)
Puchar Wysp Owczych w piłce siatkowej mężczyzn 2024 (oficjalna nazwa ze względów sponsorskich: Bónus-kappingin fyri menn 2023/2024) – 25. edycja siatkarskiego Pucharu Wysp Owczych zorganizowana przez Związek Piłki Siatkowej Wysp Owczych (Flogbóltssamband Føroya, FBF). Zainaugurowana została 24 lutego 2024 roku.
W Pucharze Wysp Owczych 2024 uczestniczyło pięć drużyn. Rozgrywki składały się z fazy grupowej, półfinałów i finału. W fazie grupowej drużyny rozegrały między sobą po jednym spotkaniu. Cztery najlepsze zespoły awansowały do półfinałów. Półfinały rozegrane zostały 10 lutego w Badmintonhøllin w Klaksvík. Finał odbył się 24 lutego roku w Høllin á Hálsi w Thorshavn. Po raz ósmy Puchar Wysp Owczych zdobył klub SÍ, który w finale pokonał Mjølnir. Najlepszym zawodnikiem finału wybrany został Brazylijczyk Cristiano Rodrigues Campos, który jednocześnie pełnił rolę pierwszego trenera zespołu SÍ.
Sponsorem tytularnym rozgrywek była sieć sklepów Bónus.

## System rozgrywek
Rozgrywki o Puchar Wysp Owczych 2024 składały się z fazy grupowej, półfinałów oraz finału. W fazie grupowej zespoły rozegrały ze sobą po jednym meczu, grając dwa mecze u siebie i dwa mecze na wyjeździe. Cztery najlepsze drużyny awansowały do półfinałów. Pary półfinałowe powstały według klucza: 1–4; 2–3. Zwycięzcy półfinałów rozegrali finał o Puchar Wysp Owczych.

## Drużyny uczestniczące
W Pucharze Wysp Owczych 2024 uczestniczyło 5 drużyn grających w Føroya Tele-deildin.
| Føroya Tele-deildin (5 drużyn) | Føroya Tele-deildin (5 drużyn) |
| ------------------------------ | ------------------------------ |
| Fleyr                          | półfinał                       |
| ÍF                             | półfinał                       |
| Mjølnir                        | finał                          |
| SÍ                             | zwycięstwo                     |
| Ternan                         | faza grupowa                   |

## Rozgrywki

### Faza grupowa

#### Tabela
| Lp.                         | Drużyna | Pkt | Mecze | Mecze   | Mecze   | Sety | Sety | Sety | Małe punkty | Małe punkty | Małe punkty |
| Lp.                         | Drużyna | Pkt | M     | W (3:2) | P (2:3) | wyg. | prz. | +/-  | zdob.       | str.        | +/-         |
| --------------------------- | ------- | --- | ----- | ------- | ------- | ---- | ---- | ---- | ----------- | ----------- | ----------- |
| 1.                          | SÍ      | 11  | 4     | 4 (1)   | 0 (0)   | 12   | 4    | +8   | 369         | 313         | +56         |
| 2.                          | Mjølnir | 9   | 4     | 3 (0)   | 1 (0)   | 10   | 3    | +7   | 311         | 281         | +30         |
| 3.                          | Fleyr   | 6   | 4     | 2 (0)   | 2 (0)   | 7    | 6    | +1   | 304         | 277         | +27         |
| 4.                          | ÍF      | 4   | 4     | 1 (0)   | 3 (1)   | 5    | 10   | –5   | 312         | 346         | –34         |
| 5.                          | Ternan  | 0   | 4     | 0 (0)   | 4 (0)   | 1    | 12   | –11  | 244         | 323         | –79         |
| Legenda: awans do półfinału |         |     |       |         |         |      |      |      |             |             |             |

Źródło: 
Zasady ustalania kolejności: 1. liczba zdobytych punktów; 2. lepszy bilans setów; 3. lepszy bilans małych punktów.
Punktacja: 3:0 i 3:1 – 3 pkt; 3:2 – 2 pkt; 2:3 – 1 pkt; 1:3 i 0:3 – 0 pkt

#### Terminarz i wyniki spotkań
| 10.01.2024 19:00 (UTC±0) | Mjølnir | 1:3 (15:25, 25:27, 25:15, 18:25) raport | SÍ | Badmintonhøllin, Klaksvík Sędziowie: Bjarni Larsen i Randi Larsen |

| 13.01.2024 15:00 (UTC±0) | Mjølnir | 3:0 (26:24, 25:23, 25:22) raport | Fleyr | Badmintonhøllin, Klaksvík Sędziowie: Bojan Drobnjak i Mirela Balićevac |

| 13.01.2024 15:00 (UTC±0) | Ternan | 1:3 (19:25, 25:23, 21:25, 21:25) raport | ÍF | Tofta skúli, Toftir |

| 21.01.2024 14:00 (UTC±0) | Fleyr | 3:0 (25:18, 25:23, 25:12) raport | Ternan | Høllin á Hálsi, Thorshavn Sędziowie: Bojan Drobnjak i Mirela Balićevac |

| 21.01.2024 15:00 (UTC±0) | SÍ | 3:2 (25:12, 25:21, 20:25, 23:25, 15:12) raport | ÍF | Sørvágs skúli, Sørvágur Sędziowie: Sonni Zachariassen i Jóannes Poulsen |

| 24.01.2024 19:00 (UTC±0) | Ternan | 0:3 (17:25, 21:25, 17:25) raport | Mjølnir | Tofta skúli, Toftir Sędziowie: Bjarni Larsen i Andreas Zachhau |

| 26.01.2024 19:00 (UTC±0) | Fleyr | 1:3 (22:25, 18:25, 25:19, 20:25) raport | SÍ | Høllin á Hálsi, Thorshavn Sędziowie: Alex Troleis i Jan Hentze |

| 28.01.2024 19:00 (UTC±0) | SÍ | 3:0 (25:19, 25:11, 25:20) raport | Ternan | Sørvágs skúli, Sørvágur Sędziowie: Sonni Zachariassen i Guðrun Joensen |

| 28.01.2024 19:00 (UTC±0) | ÍF | 0:3 (25:27, 22:25, 18:25) raport | Mjølnir | Fuglafjarðar skúli, Fuglafjørður |

| 29.01.2024 19:00 (UTC±0) | ÍF | 0:3 (13:25, 22:25, 19:25) raport | Fleyr | Fuglafjarðar skúli, Fuglafjørður Sędziowie: Alex Troleis i Sonni Zachariassen |

### Półfinały
| 10.02.2024 15:00 (UTC±0) | SÍ | 3:2 (18:25, 25:16, 25:20, 22:25, 15:10) raport | ÍF | Badmintonhøllin, Klaksvík Sędziowie: Dávið Ryan i Jan Hentze |

| 10.02.2024 19:00 (UTC±0) | Mjølnir | 3:0 (25:15, 25:16, 25:18) raport | Fleyr | Badmintonhøllin, Klaksvík Sędziowie: Alex Troleis i Guðrun Joensen |

### Finał
| 24.02.2024 19:00 (UTC±0) | SÍ | 3:1 (25:22, 29:27, 24:26, 25:16) raport | Mjølnir | Høllin á Hálsi, Thorshavn Sędziowie: Dávið Ryan i Jan Hentze |